# 大石裕介
大石 裕介（おおいし ゆうすけ）は、日本の研究者。富士通株式会社主席研究員。東北大学特任教授。

## 経歴
東北大学災害科学国際研究所所属メンバー。最新の情報通信技術による防災の高度化などを研究している。2021年4月に文部科学大臣賞科学技術振興部門受賞。